# Coryssocnemis occulta
Coryssocnemis occulta là một loài nhện trong họ Pholcidae. Loài này được phát hiện ở Brasil.